# Gabriele Setario
Gabriele Setario foi um prelado católico romano que serviu como bispo de Avellino e Frigento (1507–1510) e bispo de Nardò (1491–1507).

## Biografia
Em 1491, Gabriele Setario foi nomeado Bispo de Nardò durante o papado de Inocêncio VIII. A 27 de outubro de 1507, foi nomeado bispo de Avellino e Frigento durante o papado de Júlio II, onde serviu como bispo até à sua renúncia em 1510.